# 月河桥
月河桥，位于江苏省苏州市常熟市梅李镇南街月河之上，始建于宋，明弘治九年拾贰月（1497年初）重建，更名紫薇桥。长15.8米，宽3.1米，高4米。1982年11月17日公布为市级文物保护单位。2019年3月20日公布为第八批江苏省文物保护单位。